# Lucanus cantori colasi
Lucanus cantori colasi es una subespecie de coleóptero de la familia Lucanidae.

## Distribución geográfica
Habita en Khasi, Shillong (India).